# Burgstall Schlossberg (Kümmersreuth)
Der Burgstall Schlossberg ist eine abgegangene mittelalterliche Burganlage auf dem nördlichen Frankenjura. Er befindet sich auf dem 495 m ü. NN hohen Gipfelpunkt des Schlossberges, einer von der Jurahochfläche in das Tal des Kümmersreuther Grabens sowie einem westlich benachbarten Graben ragenden Bergzunge. Die Burgstelle liegt rund 560 Meter nordnordwestlich der Katholischen Filialkirche Maria Rosenkranzkönigin von Kümmersreuth oder 8,75 Kilometer südsüdöstlich der Ortsmitte von Bad Staffelstein in der gleichnamigen oberfränkischen Gemeinde in Bayern, Deutschland. Erhalten haben sich von der Anlage nur mehrere Abschnittswälle sowie Abschnittsgräben und wohl die Kellerausschachtung eines Bergfriedes. Die Stelle ist heute als Bodendenkmal Nummer D-4-5932-0071: Mittelalterlicher Burgstall geschützt. Unmittelbar westlich benachbart liegt die Abschnittsbefestigung Mellaberg, eine weitere Befestigungsanlage, die während der Vorgeschichte und des Frühmittelalters bewohnt wurde.

## Geschichte
Über diese Burg sind keine geschichtlichen oder archäologischen Informationen bekannt. Auf dem Gelände des Burgstalles wurden vorgeschichtliche und mittelalterliche Keramikscherben aufgefunden, die sich heute in den Museen von Bad Staffelstein und Bamberg befinden. Die vorgeschichtlichen Funde stammen vermutlich aus einer früheren Siedlung oder Grabanlagen, die durch den Bau der mittelalterlichen Burg zerstört wurden. Diese Burg sowie auch der nahe Ort Kümmersreuth, der wohl auf den Wirtschaftshof der früheren Burg zurückgeht, wird auf einen Kunemund zurückgeführt, der der Adelsfamilie der von Sonneberg-Giech entstammte. Am 2. Februar 1230 übergab Heinrich von Sonneberg das predium [= Besitztum] Kumundesrewt an das Kloster Langheim, womit möglicherweise eine vorherige Zerstörung der Burg einhergeht. Die Burg wurde danach aber vermutlich wiedererrichtet, dafür spricht auch der Geländebefund mit dem doppelten Abschnittsgraben der zur späteren, stärker befestigten Burg gehört haben könnte. Der spätere Besitzer der Burg könnte Konrad von Bunzendorf gewesen sein, er veräußerte am 7. Juni 1324 zwölf Äcker bei dem Flegenlohe zu Kümmersreuth an das Kloster Langheim.

## Beschreibung
Der Burgstall der zweiteiligen Spornburg liegt auf einem etwa 100 Höhenmeter über der Talsohle des Kümmersreuther Grabens liegenden Hangsporn, der sich von der Hochfläche aus in nordnordwestliche Richtung erstreckt. Bis auf die Südostseite fällt das Gelände der Burg steil zu Tal ab, und schützte so die Anlage vor einem Angriff aus dieser Richtung. Die Angriffsseite im Südosten wurde am Übergang zur Hochfläche durch einen 70 Meter langen Abschnittswall mit vorgelegtem Graben geschützt. Dieser Wall weist noch eine Breite von vier bis fünf Meter auf, die Grabenbreite beträgt bis zu sieben Meter. Die Sprunghöhe, die Differenz zwischen Wallkrone und Grabensohle, beträgt rund 2,5 Meter. Dieser so gebildete Bereich der Vorburg wird etwa 40 Meter nach der äußeren Abschnittsbefestigung durch eine innere Befestigung von der Kernburg abgegrenzt. Die innere Abschnittsbefestigung wird aus zwei aus den anstehenden Fels gehauenen Gräben mit dazwischenliegenden Wall gebildet. Der äußere der beiden Gräben ist sechs Meter breit und 1,5 Meter tief, der innere ist bis zu 15 Meter breit und noch fünf bis sechs Meter tief. Die Maße der Kernburg betragen 30 mal 15 Meter, an ihrer Nordostseite befindet sich eine Kellerausschachtung vermutlich des früheren Bergfriedes. Sein Durchmesser betrug fünf Meter.